# Stipa gigantea

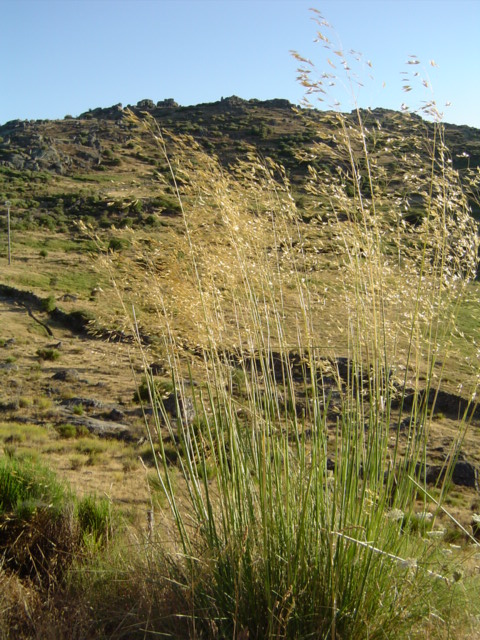
Al seu hàbitat

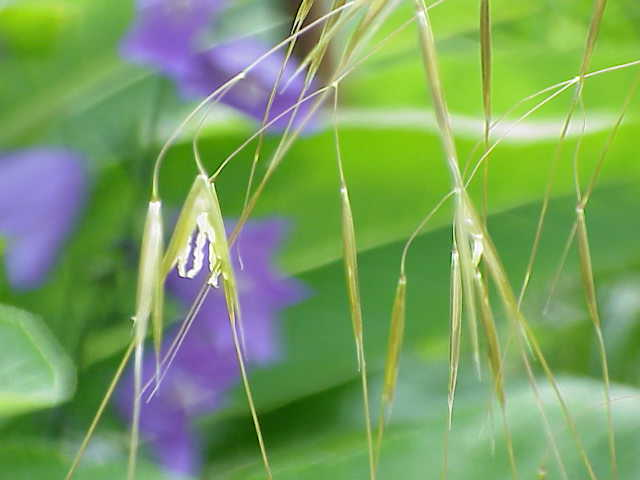
Espigues

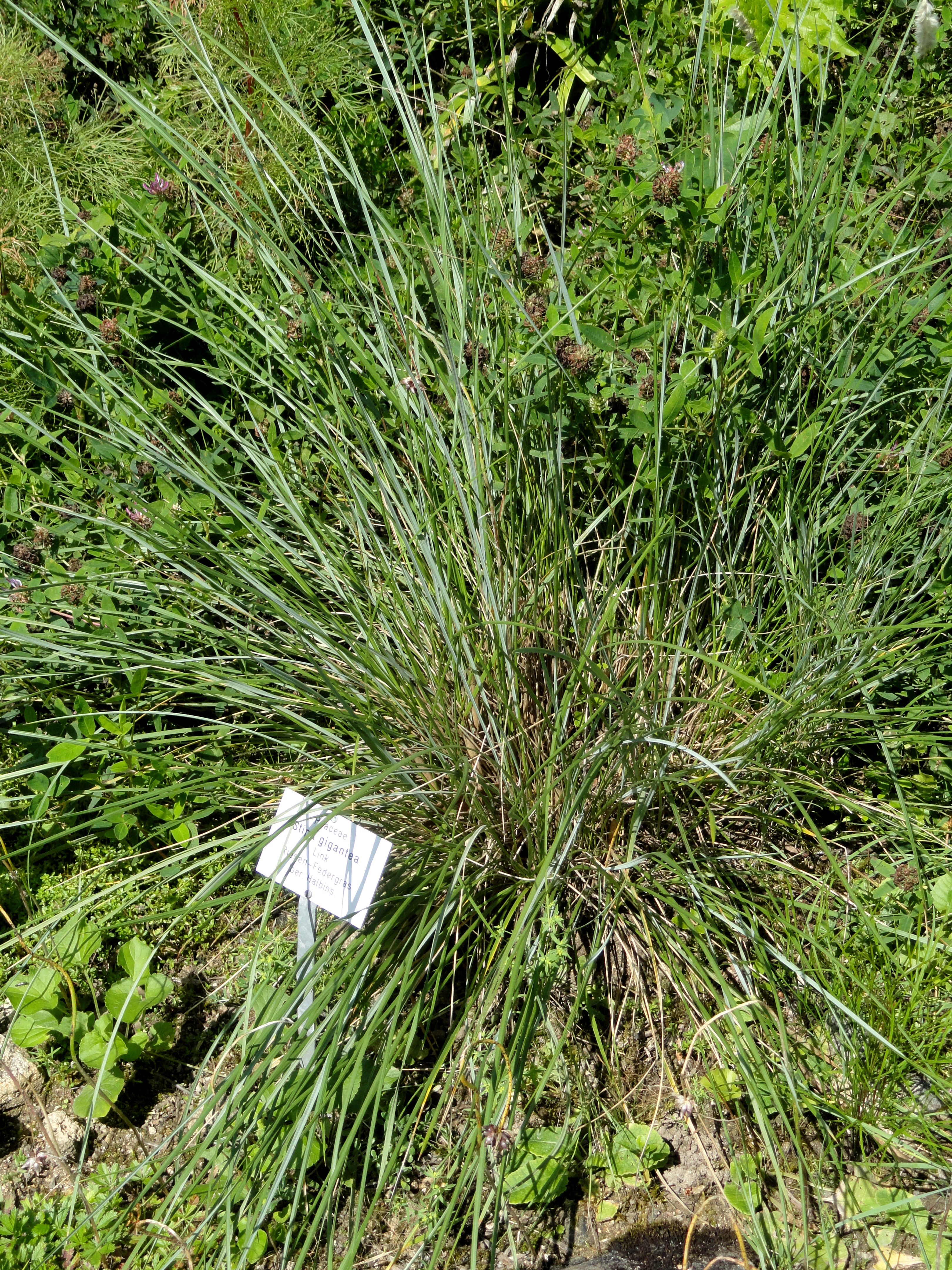
Vista de la planta

Stipa gigantea és una espècie de planta de la família de les poàcies.

## Descripció
És una gramínia de fulla perenne o semiperenne, que se sol conrear als jardins com a exemplar d'exhibició. Es tracta d'una espècie longeva amb estretes fulles verdes de fins a 80 cm. A l'estiu les  tiges alçades donen flors aspres de color porpra platejat, en panícules grans i obertes de fins a 20 cm de llarg, que duren tot l'hivern, adoptant un intens color daurat.

## Hàbitat
Zones seques de muntanyes d'alzines a l'interior peninsular, on resisteixen molt bé les gelades. Sobre sòls sorrencs àcids. Hemicriptòfit.
Formen comunitats de grans gramínies que es desenvolupen sobre sòls relativament profunds en àrees seques i on a més de Stipa gigantea hi habiten plantes com Arrhenatherum elatius, Centaurea ornata, Corynephorus canescens, Stipa lagascae, Ononis spinosa, etc.

## Distribució
Centre i sud de la península Ibèrica i nord d'Àfrica. Com a dada curiosa, la imatge d'aquesta planta s'utilitza en heràldica, concretament en l'escut de Bercial de Zapardiel, a Espanya.

## Taxonomia
Stipa gigantea va ser descrita per Heinrich Friedrich Link i publicada al Journal für die Botanik 2: 313. 1799.

### Etimologia
- Stipa: nom genèric que deriva del grec stupe (estopa) o stuppeion (fibra), fent al·lusió a les aristes plumoses de les espècies euroasiàtiques, o (més probablement) a la fibra obtinguda de pastures d'espart.[2]
- gigantea; epítet llatí que significa "molt gran".[3]

### Sinonímia
- Avena cavanillesii Lag.
- Avena striata Schousb. ex Willk. & Lange
- Celtica gigantea (Link) F.M.Vázquez & Barkworth
- Celtica gigantea subsp. donyanae (F.M.Vázquez & Devesa) F.M.Vázquez & Barkworth
- Celtica gigantea subsp. maroccana (Pau & Font Quer) F.M.Vázquez & Barkworth
- Celtica gigantea subsp. sterilis F.M.Vázquez & Barkworth
- Lasiagrostis gigantea (Link) Trin. & Rupr.
- Macrochloa arenaria (Brot.) Kunth
- Macrochloa gigantea (Link) Hack.
- Stipa arenaria Brot.
- Stipa gigantea subsp. donyanae F.M.Vazquez & Devesa
- Stipa gigantea subsp. maroccana (Pau & Font Quer) F.M.Vazquez & Devesa
- Stipa gigantea var. maroccana Pau & Font Quer
- Stipa gigantea var. mesatlantica Andr.[4]